# オリンピックのテコンドー競技・メダリスト一覧
オリンピックのテコンドー競技・メダリスト一覧（オリンピックのテコンドーきょうぎ・メダリストいちらん）は、2000年から2020年までのオリンピックテコンドー競技のメダリスト一覧である。

## 男子

### 58kg級
| 大会名                | 金                                  | 銀                                                  | 銅                                            |
| --------------------- | ----------------------------------- | --------------------------------------------------- | --------------------------------------------- |
| 2000 シドニー         | ミカエル・ムルトソス ギリシャ (GRE) | ガブリエル・エスパルサ スペイン (ESP)               | 黄志雄 チャイニーズタイペイ (TPE)             |
| 2004 アテネ           | 朱木炎 チャイニーズタイペイ (TPE)   | オスカル・サラサル メキシコ (MEX)                   | タメール・バユミ エジプト (EGY)               |
| 2008 北京             | ギリェルモ・ペレス メキシコ (MEX)   | ユリス・ガブリエル・メルセデス ドミニカ共和国 (DOM) | 朱木炎 チャイニーズタイペイ (TPE)             |
| 2008 北京             | ギリェルモ・ペレス メキシコ (MEX)   | ユリス・ガブリエル・メルセデス ドミニカ共和国 (DOM) | ルホーラ・ニクパイ アフガニスタン (AFG)       |
| 2012 ロンドン         | ホエル・ゴンサレス スペイン (ESP)   | 李大勲 韓国 (KOR)                                   | アレクセイ・デニセンコ ロシア (RUS)           |
| 2012 ロンドン         | ホエル・ゴンサレス スペイン (ESP)   | 李大勲 韓国 (KOR)                                   | オスカル・ムニョス・オビエド コロンビア (COL) |
| 2016 リオデジャネイロ | 趙帥 中国 (CHN)                     | タウィン・ハンプラーブ タイ (THA)                   | ルイシト・ピエ ドミニカ共和国 (DOM)           |
| 2016 リオデジャネイロ | 趙帥 中国 (CHN)                     | タウィン・ハンプラーブ タイ (THA)                   | 金泰勲 韓国 (KOR)                             |
| 2020 東京             | ビト・デルクイラ イタリア (ITA)     | モハメド ハリル・ジャンドゥビ チュニジア (TUN)      | チャン・ジュン 韓国 (KOR)                     |
| 2020 東京             | ビト・デルクイラ イタリア (ITA)     | モハメド ハリル・ジャンドゥビ チュニジア (TUN)      | ミハイル・アルタモノフ ROC (ROC)              |

### 68kg級
| 大会名                | 金                                        | 銀                                    | 銅                                          |
| --------------------- | ----------------------------------------- | ------------------------------------- | ------------------------------------------- |
| 2000 シドニー         | スティーブン・ロペス アメリカ合衆国 (USA) | 申準植 韓国 (KOR)                     | ハディ・サエイボネコハル イラン (IRI)       |
| 2004 アテネ           | ハディ・サエイボネコハル イラン (IRI)     | 黄志雄 チャイニーズタイペイ (TPE)     | 宋明燮 韓国 (KOR)                           |
| 2008 北京             | 孫泰珍 韓国 (KOR)                         | マーク・ロペス アメリカ合衆国 (USA)   | 宋玉麒 チャイニーズタイペイ (TPE)           |
| 2008 北京             | 孫泰珍 韓国 (KOR)                         | マーク・ロペス アメリカ合衆国 (USA)   | セルベト・タゼグル トルコ (TUR)             |
| 2012 ロンドン         | セルベト・タゼグル トルコ (TUR)           | モハマド・バゲリモタメド イラン (IRI) | テレンス・ジェニングス アメリカ合衆国 (USA) |
| 2012 ロンドン         | セルベト・タゼグル トルコ (TUR)           | モハマド・バゲリモタメド イラン (IRI) | ロフラ・ニクパ アフガニスタン (AFG)         |
| 2016 リオデジャネイロ | アフマド・アブ＝ゴシュ ヨルダン (JOR)     | アレクセイ・デニセンコ ロシア (RUS)   | 李大勲 韓国 (KOR)                           |
| 2016 リオデジャネイロ | アフマド・アブ＝ゴシュ ヨルダン (JOR)     | アレクセイ・デニセンコ ロシア (RUS)   | ホエル・ゴンサレス スペイン (ESP)           |
| 2020 東京             | ウルグベク・ラシトフ ウズベキスタン (UZB) | ブラッドリー・シンデン イギリス (GBR) | 趙帥 中国 (CHN)                             |
| 2020 東京             | ウルグベク・ラシトフ ウズベキスタン (UZB) | ブラッドリー・シンデン イギリス (GBR) | ハカン・レチュベル トルコ (TUR)             |

### 80kg級
| 大会名                | 金                                                    | 銀                                      | 銅                                                  |
| --------------------- | ----------------------------------------------------- | --------------------------------------- | --------------------------------------------------- |
| 2000 シドニー         | アンヘルバロディア・マトス・フエンテス キューバ (CUB) | ファイサル・エブヌタリブ ドイツ (GER)   | ビクトル・エストラーダ メキシコ (MEX)               |
| 2004 アテネ           | スティーブン・ロペス アメリカ合衆国 (USA)             | バフリ・タンリクル トルコ (TUR)         | ヨセフ・カラミ イラン (IRI)                         |
| 2008 北京             | ハディ・サエイボネコハル イラン (IRI)                 | マウロ・サルミエント イタリア (ITA)     | スティーブン・ロペス アメリカ合衆国 (USA)           |
| 2008 北京             | ハディ・サエイボネコハル イラン (IRI)                 | マウロ・サルミエント イタリア (ITA)     | 朱国 中国 (CHN)                                     |
| 2012 ロンドン         | セバスティアン・クリスマニク アルゼンチン (ARG)       | ニコラス・ガルシア スペイン (ESP)       | ルタロ・ムハンマド イギリス (GBR)                   |
| 2012 ロンドン         | セバスティアン・クリスマニク アルゼンチン (ARG)       | ニコラス・ガルシア スペイン (ESP)       | マウロ・サルミエント イタリア (ITA)                 |
| 2016 リオデジャネイロ | シェイク・サラ・シセ コートジボワール (CIV)           | ルタロ・ムハンマド イギリス (GBR)       | ミラド・ベイギ・ハルチェガニ アゼルバイジャン (AZE) |
| 2016 リオデジャネイロ | シェイク・サラ・シセ コートジボワール (CIV)           | ルタロ・ムハンマド イギリス (GBR)       | ウサマ・ウスラーティ チュニジア (TUN)               |
| 2020 東京             | マクシム・フラムトコフ ROC (ROC)                      | サレハ・エルシャラバティ ヨルダン (JOR) | トニ・カナエト クロアチア (CRO)                     |
| 2020 東京             | マクシム・フラムトコフ ROC (ROC)                      | サレハ・エルシャラバティ ヨルダン (JOR) | セイ・イーサ エジプト (EGY)                         |

### 80kg超級
| 大会名                | 金                                      | 銀                                              | 銅                                                        |
| --------------------- | --------------------------------------- | ----------------------------------------------- | --------------------------------------------------------- |
| 2000 シドニー         | 金慶訓 韓国 (KOR)                       | ダニエル・トレントン オーストラリア (AUS)       | パスカル・ジャンティ フランス (FRA)                       |
| 2004 アテネ           | 文大成 韓国 (KOR)                       | アレクサンドロス・ニコライディス ギリシャ (GRE) | パスカル・ジャンティ フランス (FRA)                       |
| 2008 北京             | 車東旻 韓国 (KOR)                       | アレクサンドロス・ニコライディス ギリシャ (GRE) | アルマン・チルマノフ カザフスタン (KAZ)                   |
| 2008 北京             | 車東旻 韓国 (KOR)                       | アレクサンドロス・ニコライディス ギリシャ (GRE) | チカ・チュクメリジェ ナイジェリア (NGR)                   |
| 2012 ロンドン         | カルロ・モルフェッタ イタリア (ITA)     | アンソニー・オバメ ガボン (GAB)                 | ロベリス・デスパイネ キューバ (CUB)                       |
| 2012 ロンドン         | カルロ・モルフェッタ イタリア (ITA)     | アンソニー・オバメ ガボン (GAB)                 | 劉哮波 中国 (CHN)                                         |
| 2016 リオデジャネイロ | ラジク・イサエフ アゼルバイジャン (AZE) | イスフ・アルファガ ニジェール (NIG)             | マイコン・デ・アンドラーデ ブラジル (BRA)                 |
| 2016 リオデジャネイロ | ラジク・イサエフ アゼルバイジャン (AZE) | イスフ・アルファガ ニジェール (NIG)             | 車東旻 韓国 (KOR)                                         |
| 2020 東京             | ウラジスラフ・ラリン ROC (ROC)          | デヤン・ゲオルギエフスキ 北マケドニア (MKD)     | ラファエル・ユニエル・アルバ・カスティジョ キューバ (CUB) |
| 2020 東京             | ウラジスラフ・ラリン ROC (ROC)          | デヤン・ゲオルギエフスキ 北マケドニア (MKD)     | イン・ギョドン 韓国 (KOR)                                 |

## 女子

### 49kg級
| 大会名                | 金                                          | 銀                                                    | 銅                                                |
| --------------------- | ------------------------------------------- | ----------------------------------------------------- | ------------------------------------------------- |
| 2000 シドニー         | ローレン・バーンズ オーストラリア (AUS)     | ウルビア・メレンデス キューバ (CUB)                   | 紀淑如 チャイニーズタイペイ (TPE)                 |
| 2004 アテネ           | 陳詩欣 チャイニーズタイペイ (TPE)           | ヤネリス・ユリエト・ラブラダ・ディアス キューバ (CUB) | ヤオワパ・ボーラポルチャイ タイ (THA)             |
| 2008 北京             | 呉靜ギョク 中国 (CHN)                       | ブットトリー・プアードポン タイ (THA)                 | ダリア・コントレーラス・リベーロ ベネズエラ (VEN) |
| 2008 北京             | 呉靜ギョク 中国 (CHN)                       | ブットトリー・プアードポン タイ (THA)                 | ダイネリス・モンテホ キューバ (CUB)               |
| 2012 ロンドン         | 呉静鈺 中国 (CHN)                           | ブリヒッテ・ヤグエ スペイン (ESP)                     | チャナティップ・ソンカム タイ (THA)               |
| 2012 ロンドン         | 呉静鈺 中国 (CHN)                           | ブリヒッテ・ヤグエ スペイン (ESP)                     | ルシヤ・ザニノビチ クロアチア (CRO)               |
| 2016 リオデジャネイロ | キム・ソヒ 韓国 (KOR)                       | ティヤナ・ボグダノヴィッチ セルビア (SRB)             | パティマット・アバカロワ アゼルバイジャン (AZE)   |
| 2016 リオデジャネイロ | キム・ソヒ 韓国 (KOR)                       | ティヤナ・ボグダノヴィッチ セルビア (SRB)             | パニパク・ウォンパタナッキ タイ (THA)             |
| 2020 東京             | パニパック・ウォンパッタナキット タイ (THA) | アドリアナ・セレソ イグレシアス スペイン (ESP)        | アビシャグ・セムベルグ イスラエル (ISR)           |
| 2020 東京             | パニパック・ウォンパッタナキット タイ (THA) | アドリアナ・セレソ イグレシアス スペイン (ESP)        | ティヤナ・ボグダノビッチ セルビア (SRB)           |

### 57kg級
| 大会名                | 金                                              | 銀                                    | 銅                                            |
| --------------------- | ----------------------------------------------- | ------------------------------------- | --------------------------------------------- |
| 2000 シドニー         | 鄭在恩 韓国 (KOR)                               | トラン・ヒエン・ヌン ベトナム (VIE)   | ハミデ・ビクチン トルコ (TUR)                 |
| 2004 アテネ           | 張智媛 韓国 (KOR)                               | ニア・アブダラー アメリカ合衆国 (USA) | イリディア・サラサル・ブランコ メキシコ (MEX) |
| 2008 北京             | イム・スジョン 韓国 (KOR)                       | アジズ・タンリクル トルコ (TUR)       | ダイアナ・ロペス アメリカ合衆国 (USA)         |
| 2008 北京             | イム・スジョン 韓国 (KOR)                       | アジズ・タンリクル トルコ (TUR)       | マルチナ・ズブビッチ クロアチア (CRO)         |
| 2012 ロンドン         | ジェード・ジョーンズ イギリス (GBR)             | 侯玉琢 中国 (CHN)                     | マルレネ・アルノワ フランス (FRA)             |
| 2012 ロンドン         | ジェード・ジョーンズ イギリス (GBR)             | 侯玉琢 中国 (CHN)                     | 曽櫟騁 チャイニーズタイペイ (TPE)             |
| 2016 リオデジャネイロ | ジェード・ジョーンズ イギリス (GBR)             | エバ・カルボ・ゴメス スペイン (ESP)   | キミア・アリザデ イラン (IRI)                 |
| 2016 リオデジャネイロ | ジェード・ジョーンズ イギリス (GBR)             | エバ・カルボ・ゴメス スペイン (ESP)   | ヘダヤ・マラク エジプト (EGY)                 |
| 2020 東京             | アナスタシヤ・ゾロティック アメリカ合衆国 (USA) | タチアナ・ミニナ ROC (ROC)            | 羅嘉翎 チャイニーズタイペイ (TPE)             |
| 2020 東京             | アナスタシヤ・ゾロティック アメリカ合衆国 (USA) | タチアナ・ミニナ ROC (ROC)            | ハティスクブラ・イルグン トルコ (TUR)         |

### 67kg級
| 大会名                | 金                                | 銀                                        | 銅                                          |
| --------------------- | --------------------------------- | ----------------------------------------- | ------------------------------------------- |
| 2000 シドニー         | 李仙煕 韓国 (KOR)                 | トルーデ・グンデルセン ノルウェー (NOR)   | 岡本依子 日本 (JPN)                         |
| 2004 アテネ           | 羅微 中国 (CHN)                   | エリサヴェト・ミスタキドウ ギリシャ (GRE) | 黄敬善 韓国 (KOR)                           |
| 2008 北京             | 黄敬善 韓国 (KOR)                 | カリン・セルジュリ カナダ (CAN)           | グウェレディズ・エパンゲ フランス (FRA)     |
| 2008 北京             | 黄敬善 韓国 (KOR)                 | カリン・セルジュリ カナダ (CAN)           | サンドラ・シャリッチ クロアチア (CRO)       |
| 2012 ロンドン         | 黄敬善 韓国 (KOR)                 | ヌル・タタル トルコ (TUR)                 | ヘレナ・フロム ドイツ (GER)                 |
| 2012 ロンドン         | 黄敬善 韓国 (KOR)                 | ヌル・タタル トルコ (TUR)                 | ペイジ・マクファーソン アメリカ合衆国 (USA) |
| 2016 リオデジャネイロ | 呉慧悧 韓国 (KOR)                 | アビ・ニアレ フランス (FRA)               | ルース・バグビー コートジボワール (CIV)     |
| 2016 リオデジャネイロ | 呉慧悧 韓国 (KOR)                 | アビ・ニアレ フランス (FRA)               | ヌル・タタル トルコ (TUR)                   |
| 2020 東京             | マテア・エリッチ クロアチア (CRO) | ローレン・ウィリアムズ イギリス (GBR)     | ルース・グバビ コートジボワール (CIV)       |
| 2020 東京             | マテア・エリッチ クロアチア (CRO) | ローレン・ウィリアムズ イギリス (GBR)     | ヘダヤ・ワフバ エジプト (EGY)               |

### 67kg超級
| 大会名                | 金                                  | 銀                                      | 銅                                            |
| --------------------- | ----------------------------------- | --------------------------------------- | --------------------------------------------- |
| 2000 シドニー         | 陳中 中国 (CHN)                     | ナタリア・イワノワ ロシア (RUS)         | ドミニク・ボスハート カナダ (CAN)             |
| 2004 アテネ           | 陳中 中国 (CHN)                     | ミリアム・バベレル フランス (FRA)       | アドリアナ・カルモナ ベネズエラ (VEN)         |
| 2008 北京             | マリア・エスピノサ メキシコ (MEX)   | ニナ・ソルヘイム ノルウェー (NOR)       | ナタリア・ファラビーニャ イギリス (GBR)       |
| 2008 北京             | マリア・エスピノサ メキシコ (MEX)   | ニナ・ソルヘイム ノルウェー (NOR)       | サラ・スティーブンソン ブラジル (BRA)         |
| 2012 ロンドン         | ミリカ・マンディッチ セルビア (SRB) | アンヌ＝カロリン・グラフ フランス (FRA) | アナスタシア・バリシニコワ ロシア (RUS)       |
| 2012 ロンドン         | ミリカ・マンディッチ セルビア (SRB) | アンヌ＝カロリン・グラフ フランス (FRA) | マリア・エスピノサ メキシコ (MEX)             |
| 2016 リオデジャネイロ | 鄭姝音 中国 (CHN)                   | マリア・エスピノサ メキシコ (MEX)       | ビアンカ・ウォークデン イギリス (GBR)         |
| 2016 リオデジャネイロ | 鄭姝音 中国 (CHN)                   | マリア・エスピノサ メキシコ (MEX)       | ジャッキー・ギャロウェイ アメリカ合衆国 (USA) |
| 2020 東京             | ミリカ・マンディッチ セルビア (SRB) | イ・ダビン 韓国 (KOR)                   | アルテア・ロラン フランス (FRA)               |
| 2020 東京             | ミリカ・マンディッチ セルビア (SRB) | イ・ダビン 韓国 (KOR)                   | ビアンカ・ウォークデン イギリス (GBR)         |